# 잔다르 베이국
잔다르 베이국(튀르키예어: Candaroğulları Beyliği) 또는 이스펜디야르 공국, 이스펜디야르 왕조(Isfendiyarids / İsfendiyaroğulları)은 북부 아나톨리아의 카스타모누, 시노프 지방을 통치한 투르크멘 국가이다.

## 역사
이 왕조의 이름은 셈세딘 야만 잔다르에게서 유래했다. 그는 셀주크의 술탄 마수드 2세(1283~98 재위)의 군대에서 복무했고 노고에 대한 보상으로 카스타모누의 서쪽 지방인 에플라니 지역을 하사받았다. 잔다르의 아들 쉴레이만은 카스타모누 지방과 시노프 지방을 점령했으나 1314년에 일 한국의 종주권을 인정했다. 이것은 일 한국의 통치자 아부 사이드의 죽음으로 일 한국의 세력이 붕괴한 1335년까지 계속되었다.
1380년경 왕실 분쟁 때문에 이 공국은 카스타모누와 시노프로 분열되었다. 카스타모누는 오스만 제국의 종주권을 인정했고, 1391년 술탄 바예지드 1세에게 합병되었다. 반면에 시노프는 계속 잔다르의 통치 아래 있었다. 1402년 오스만 제국의 중앙 아시아 정복자 티무르는 잔다르 왕조에게 전영토를 되찾아주었다. 왕실분쟁으로 1417년 이 공국은 다시 분열되었고 분열된 한 부분은 또다시 오스만 제국의 영향권 안으로 들어갔다. 1461년 공국 전체가 오스만 술탄 메흐메드 2세에 의해 합병되었다.